# Francis Bristow
Francis Marion Bristow (* 11. August 1804 im Clark County, Kentucky; † 10. Juni 1864 in Elkton, Kentucky) war ein US-amerikanischer Politiker. In den Jahren 1854 und 1855 sowie nochmals von 1859 bis 1861 vertrat er den Bundesstaat Kentucky im US-Repräsentantenhaus.

## Werdegang
Francis Bristow genoss eine gute Schulausbildung. Nach einem anschließenden Jurastudium und seiner Zulassung als Rechtsanwalt begann er in Elkton in diesem Beruf zu arbeiten. Gleichzeitig schlug er eine politische Laufbahn ein. Zwischen 1831 und 1833 war er Abgeordneter im Repräsentantenhaus von Kentucky. 1846 wurde er in den Staatssenat gewählt. Drei Jahre später, im Jahr 1849, nahm Bristow an einer Versammlung zur Überarbeitung der Verfassung seines Heimatstaates teil. Er war Mitglied der Whig Party.
Nach dem Tod des Abgeordneten Presley Ewing im September 1854 wurde Bristow im dritten Wahlbezirk von Kentucky als dessen Nachfolger in das US-Repräsentantenhaus in Washington, D.C. gewählt, wo er am 4. Dezember 1854 sein neues Mandat antrat. Bis zum 3. März 1855 beendete er dort die von seinem Vorgänger begonnene Legislaturperiode. Nach der Auflösung der Whigs in den späten 1850er Jahren schloss sich Bristow der kurzlebigen Opposition Party an. 1858 wurde er als deren Kandidat erneut im dritten Distrikt von Kentucky in den Kongress gewählt. Dort absolvierte er zwischen dem 4. März 1859 und dem 3. März 1861 als Nachfolger von Warner Underwood eine vollständige Legislaturperiode, die von den Spannungen im unmittelbaren Vorfeld des Bürgerkrieges geprägt war. Im Frühjahr 1861 gehörte er einer Verhandlungskommission an, die in der Bundeshauptstadt Washington erfolglos den Ausbruch des Bürgerkrieges zu verhindern suchte.
Nach dem Ende seiner Zeit im US-Repräsentantenhaus praktizierte Bristow wieder als Anwalt. Er starb am 10. Juni 1864 in Elkton.